# Grabowa (powiat częstochowski)
Grabowa (hist. "Grabów" ) – wieś w Polsce położona w województwie śląskim, w powiecie częstochowskim, w gminie Mykanów.

## Historia
Miejscowość historycznie należy do ziemi wieluńskiej. Ma metrykę średniowieczną i istnieje co najmniej od XV wieku. Wymieniona w 1403 jako „Grabów" .
Wieś została odnotowana w historycznych dokumentach prawnych i podatkowych. W 1406 w jednym z dokumentów wymieniony został Jakub z Grabowej. W latach 1411–22 arcybiskup Mikołaj Trąba nadał kościołowi w Moskarzewie dziesięcinę m.in. z Grabowej. W 1439 wymieniony został Jan Długosz z Grabowej, syn Jana Długosza. W 1446 wymieniono aż trzech Janów Długoszów pochodzących ze wsi. W 1448 czterech Janów z Grabowej pozwał Zygmunt Biel z Jaworzna domagający się przed sądem zwrotu 500 grzywien, które pożyczył ich ojcu . 
W 1470 wieś liczyła 6. łanów, graniczyła z Mykanowem i Cykarzewem i leżała w parafii Borowno. W 1518 odnotowano w miejscowości 4 łany. W 1551 leżała w powiecie wieluńskim. W 1552 część wsi należała do szlachcica J. Grabowskiego. Gospodarowało w niej 10 kmieci, był także młyn. W 1553 część Jana i Jakuba Zdrowskich liczyła 4 łany .
W latach 1975–1998 miejscowość należała administracyjnie do województwa częstochowskiego.